# Bisbat de Lombèrs

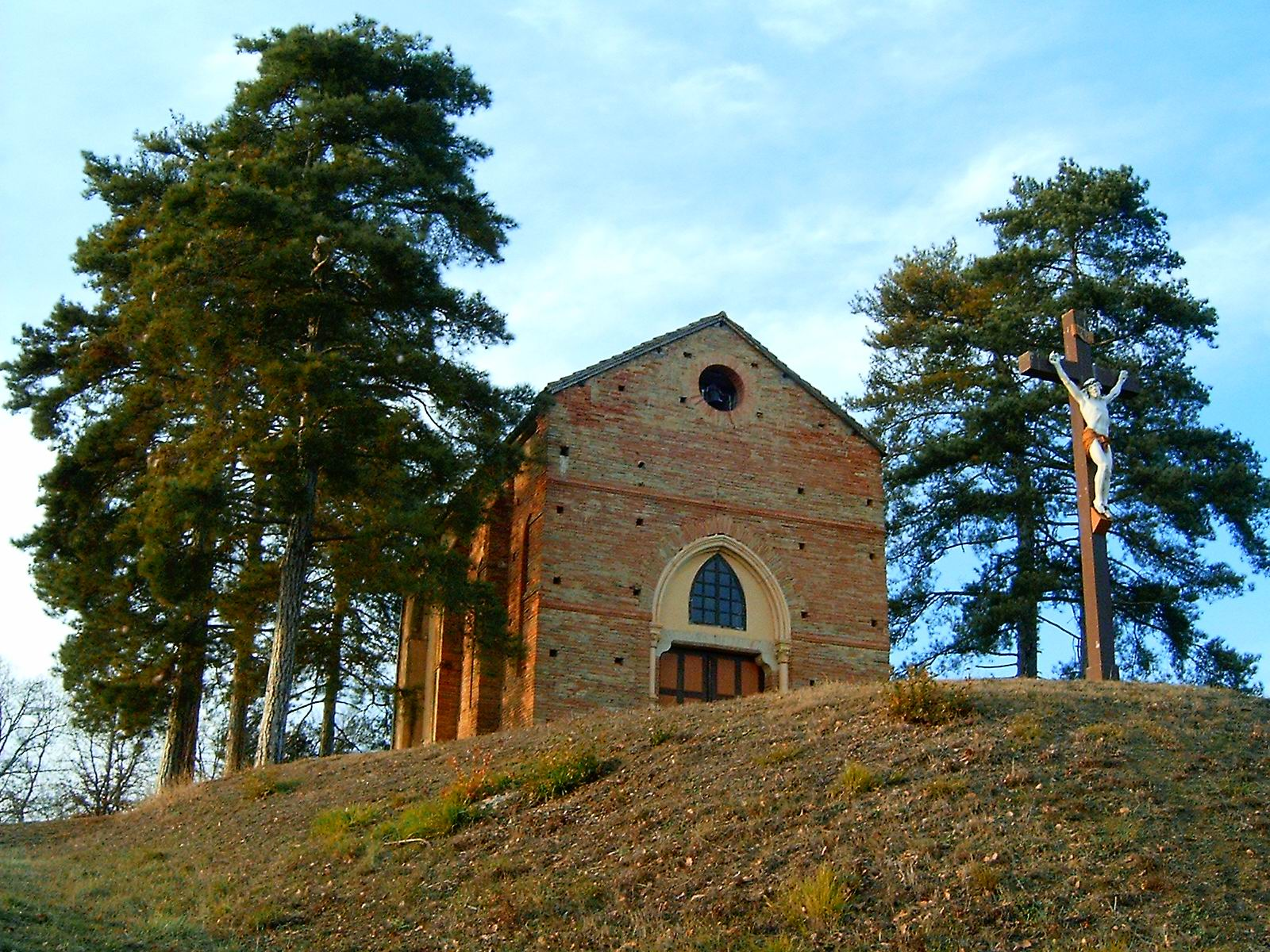
Capella de sant Maià.

El bisbat de Lombèrs (francès: Diocèse de Lombez, llatí: Dioecesis Lomberiensis) va ser una seu de l'Església Catòlica a França, sufragània de l'arquebisbat de Tolosa i que va ser suprimida el 1790.

## Territori
La diòcesi limitava al nord amb la diòcesi de Montauban, a l'est amb l'arquebisbat de Tolosa, al sud amb les de Rieux i de Comenge, i a l'oest amb l'arquebisbat d'Aush i la diòcesi de Lectoure.
La seu episcopal era la ciutat de Lombez, a l'actual departament de Gers, on es trobava la catedral de Santa Maria (avui església).
El 177 comprenia 99 parròquies.

## Història
Segons la tradició, el territori de l'antic Lumbariumva ser evangelitzat per sant Maià entre els segles vi i vii; a la seva tomba es va construir una capella dedicada al sant, que avui domina la ciutat de Lombèrs. Cap a finals del segle viii es va erigir l'abadia benedictina dedicada a la Mare de Déu, que el 1125 va ser cedida als canonges regulars de Sant Agustí.
L'abadia de Lombèrs va ser erigida en diòcesi l'11 de juliol de 1317 mitjançant la butlla Salvator noster del Papa Joan XXII, prenent territori de l'arxidiòcesi de Tolosa, de la qual es va convertir en sufragània. El primer bisbe va ser Arnaud-Roger, l'últim abat de Notre-Dame. El seu successor va ser Giacomo Colonna, qui en 1329 va allotjar a Francesco Petrarca, creant-lo canongede la seva catedral.
La catedral va ser construïda a partir del segle xiv, amb la reconstrucció de l'antiga església abacial. No va ser consagrada fins al 1770, ja que, com va explicar el bisbe Richer de Cerisy en una carta pastoral a la diòcesi, no tenien evidències que l'església no hagués estat consagrada en el passat.
El seminari va ser creat el 1597 i va ser obra del bisbe coadjutor Jean Daffis. El bisbe Charles-Guillaume de Maupéou va ser responsable de la publicació del catecisme diocesà.
Després del concordat, la diòcesi va ser suprimida 29 de novembre de 1801 mitjançant la butlla Qui Christi Domini del Papa Pius VII, i el seu territori va ser incorporat al de la diòcesi de Baiona i de l'arxidiòcesi de Tolosa. Amb el re-establiment de l'arxidiòcesi de Aush en 1822, la major part de l'antic territori de Lombèrs va ser annexat a la d'Auch.
El 29 de juny de 1908, els arquebisbes d'Auch van ser autoritzats a afegir el títol de la diòcesi suprimida de Lombèrs al seu títol.

## Cronologia episcopal
- Arnaud-Roger de Comminges, C.R.S.A. † (11 de juliol de 1317 - 1328 nomenat bisbe de Clarmont)
- Giacomo Colonna † (28 de maig de 1328 - 1341 mort)
- Antoine, O.Cist. † (1 d'octubre de 1341 - 1348 mort)
- Bertrand de Cosnac, C.R.S.A. † (17 de setembre de 1348 - 17 d'octubre de 1352 nomenat bisbe de Comenge)
- Roger † (17 d'octubre de 1352 - 1360 mort)
- Jean de Saya † (10 de juny de 1362 - 18 de gener de 1363 nomenat bisbe de Dacs)
- Guillaume † (18 de gener de 1363 - d'abril de 1375 mort)
- Arnaud † (11 de juliol de 1379 - 1382 mort)
- Pierre de Paris † (21 d'abril de 1382 - 1389 mort)
- Jean Hiltalinger, O.P. † (10 de març de 1389 - 1392 mort)
- Pierre † (10 d'octubre de 1392 - 1413 mort)
- Raymond de Bretennes † (28 de juny de 1413 - 1417 mort)
- Arnaud de Mirepoix † (17 de febrer de 1417 - 1424 mort)
  - Pierre de Foix, O.F.M. † (1424 - 25 de març de 1425 renuncià) (administrador apostòlic)
- Gérard Garsie de Charne (o d'Aure) † (25 de maig de 1425 - després del 1460 mort)
- Sanche Garsie d'Aure † (22 d'abril de 1463 - 1472 mort)
- Jean de Villiers de La Groslaye, O.S.B. † (5 de juliol de 1473 - 4 d'agost de 1499 renuncià)
- Denis de Villiers de La Groslaye † (4 d'agost de 1499 - 1510 mort)
- Savari d'Ornézan † (12 de desembre de 1511 - 3 d'abril de 1528 renuncià)
- Bernard d'Ornézan † (3 d'abril de 1528 - 1552 mort)
- Antoine Olivier † (12 de setembre de 1552 - 1566 renuncià)
- Pierre de Lancrau † (20 de març de 1566 - 18 d'octubre de 1598 mort)
- Jean Daffis † (18 d'octubre de 1598 - 1 de febrer de 1614 mort)
- Bernard Daffis † (17 de març de 1614 - de gener de 1628 mort)
- Jean Daffis † (21 d'agost de 1628 - de novembre de 1655 mort)
  - Sede vacante (1655-1662)
  - Nicolas Le Maistre † (de març de 1661 - 14 d'octubre de 1661 mort) (bisbe electe)
- Jean-Jacques Séguier de La Verrière † (27 de febrer de 1662 - 24 d'agost de 1671 nomenat bisbe de Nimes)
- Cosme Roger, O.Cist. † (14 de desembre de 1671 - 20 de desembre de 1710 mort)
- Antoine Fagon † (16 de març de 1712 - 20 de març de 1720 nomenat bisbe de Vannes)
- Charles-Guillaume de Maupéou † (16 de juny de 1721 - 17 de febrer de 1751 mort)
- Joseph-Antoine-Jacques Richier de Cérisy † (19 de juliol de 1751 - 14 de juliol de 1771 mort)
- Léon-François-Ferdinand de Salignac de la Mothe-Fénelon † (23 de setembre de 1771 – abans del 9 de desembre de 1787 mort)
- Alexandre-Henri de Chauvigny de Blot † (10 de març de 1788 - 1805 mort)[1]
  - Seu suprimida